# LOVE THANKS!
『LOVE THANKS!』（ラヴ・サンクス）は、1997年1月8日に発売されたMelodyのシングルスベスト&ライヴ盤。

## 概要
ポニーキャニオン移籍後のシングル「少し自惚れて」から「Boom Boom My Heart」までのシングル曲を収めた「Single Best」と、1995年12月20日 原宿クエストホールにて行われた1stライヴ「Love Bomb!」からの音源を収めた「Live Collection」の2枚組。
2万枚完全限定盤。ケースはタイトルロゴの刻印入りのスペシャルパッケージ。32P豪華撮り下ろし写真集+セルフライナーノーツの2冊組ブックレットを封入。価格はアルバムタイトルにちなんで3,900円（サンキュー）。
結果的にラストシングルの「Boom Boom My Heart」までの楽曲が収録されてはいるが、本作品リリース時点ではMelodyの解散の予定は無し。リリース時にはポニーキャニオンのホームページ上にてディレクターである平賀和人・高原万平が各シングル曲にエピソードやコメントを寄せたり、この作品のリリース目的を「もうワンランク上にSTEP UPするために」と位置づけ「1997年は注目してください」と記すなど、今後の活動に対しても意欲的だったことが窺える。

## 収録曲

### DISC 1「Single Collection」
1. 少し自惚れて（作詞：黒部真弓、作曲：松本俊明、編曲：鈴木雅也）
2. 世界中の微笑み集めてもかなわない（作詞：天野滋、作曲：日置達、編曲：鈴木雅也）
3. 運命'95（作詞：森若香織、作曲：黒沢健一、編曲：新川博）
4. GET LOVE（作詞：黒部真弓、作曲：増本直樹、編曲：鈴木雅也）
5. Oh Please!（作詞：中山加奈子、作曲：増本直樹、編曲：鈴木雅也）
6. 青空をあげたい（原案：若杉南、作詞：黒部真弓、作曲：松尾ゆきえ・松尾比呂良、編曲：ROD ANTOON）
7. Boom Boom My Heart（RADIO MIX）（作詞・作曲：B.A.S.P（A.White, A.Lee）、日本語詞：黒部真弓、編曲：鈴木雅也）

### DISC 2「Live Collection」
1. 運命'95（作詞：森若香織、作曲：黒沢健一）
2. GET LOVE（作詞：黒部真弓、作曲：増本直樹）
3. シルバーリングに口づけを（作詞：黒部真弓、作曲：清岡千穂）
4. You are only my love（作詞：大森祥子、作曲：M Rie）
5. 少し自惚れて（作詞：黒部真弓、作曲：松本俊明）
6. 唇がふれあえば（作詞：天野滋、作曲：野下俊哉）
7. 世界中の微笑み集めてもかなわない（作詞：天野滋、作曲：日置達）
8. 季節だけ変わる（作詞：天野滋、作曲：野下俊哉）

BONUS TRACK
1. Oh Please! (STUDIO VERSION)（作詞：中山加奈子、作曲：増本直樹、編曲：鈴木雅也）
2. Boom Boom My Heart (STUDIO VERSION)（作詞・作曲：B.A.S.P（A.White, A.Lee）、日本語詞：黒部真弓、編曲：大坪直樹）

## 参加ミュージシャン
DISC 2「Live Collection」
- 鈴木雅也 - Keyboards&programming （#1〜8、BONUS TRACK#1）
- HISASHI - E.Guitars （#1〜8）
- 吉田佳史（TRICERATOPS）-Drums（#1〜8）

## カタログ
CD：PCCA-01058